# Königlich Bayerisches 2. Feldartillerie-Regiment „Horn“

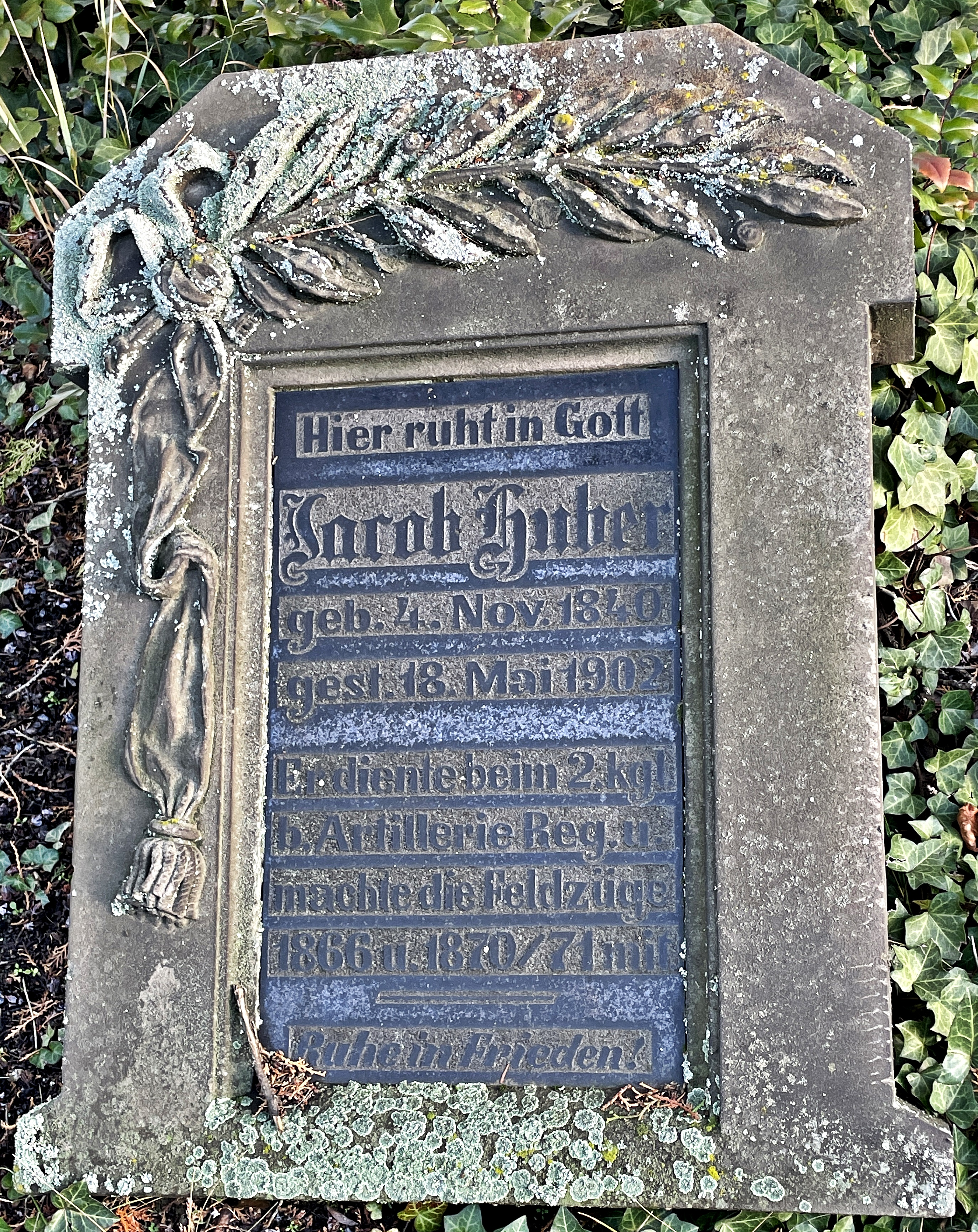
Grabstein Jacob Huber, Hauptfriedhof Neustadt an der Weinstraße, Veteran der Kriege von 1866 u. 1870/71, im 2. Bay. Art. Rgt.

Das 2. Feldartillerie-Regiment „Horn“ war ein Artillerieverband der Bayerischen Armee.

## Geschichte
Das Regiment wurde am 11. Oktober 1824 aus dem 2., 4. und einem Reserve-Bataillon des vormaligen Artillerie-Regiments mit zwölf Kompanien gebildet. 1827 wurde das 2. Artillerie-Regiment nach Würzburg verlegt. 1841 erweiterte man das Regiment auf vierzehn, 1848 auf fünfzehn Kompanien. Erster Regimentsinhaber war ab 1. November 1839 Generalleutnant Karl von Zoller, dessen Namen das Regiment als Zusatz führte. Dieser Zusatz entfiel mit dem Tod des Regimentsinhabers. Stattdessen wurde es während der inhaberlosen Zeit als „vacant“ bezeichnet.
Zusammen mit dem 11. Feldartillerie-Regiment bildete es seit Oktober 1901 die 4. Feldartillerie-Brigade. Friedensstandort beider Regimenter war Würzburg.

### Deutscher Krieg
Während des Kriegs gegen Preußen kam das Regiment im Mainfeldzug zum Einsatz.

### Deutsch-Französischer Krieg
Im Deutsch-Französischen Krieg war das Regiment als Korpsartillerie dem II. Armee-Korps zugeordnet. Es war an den Schlachten bei Wörth, Sedan, an der Lisaine und der Beschießung von Bitsch beteiligt. Außerdem kam das Regiment bei der Einschließung und Belagerung von Paris sowie der Belagerung von Belfort zum Einsatz.

### Erster Weltkrieg
Zu Beginn des Ersten Weltkriegs machte das Regiment am 2. August 1914 mobil. Es nahm zunächst an den Grenzgefechten und der Schlacht in Lothringen teil, kämpfte bei Nancy-Épinal und ging nach der Schlacht an der Somme in den Stellungskrieg über. Dieser wurde im November 1914 durch die Schlacht bei Ypern unterbrochen. Seit Ende Dezember 1914 in Flandern und im Artois liegend, nahm das Regiment 1915 an der Frühjahrs- und Herbstschlacht bei La Bassée und Arras teil. Im August/September 1916 folgte die Schlacht an der Somme. Ab Ende Februar 1917 unterstand das Regiment kurzzeitig dem neugebildeten Artilleriekommandeur der 4. Infanterie-Division und war dann vom 11. März bis 29. Juni 1917 bei der Heeresfeldartillerie. Anschließend wurde es wieder dem Artilleriekommandeur Nr. 4 unterstellt und beteiligte sich unter dessen Führung u. a. an den Schlachten bei Messines, Cambrai und um den Kemmelberg.

### Verbleib
Nach Kriegsende marschierten die Reste des Regiments nach Würzburg zurück, wo ab Dezember 1918 die Demobilisierung erfolgte. Die III. Abteilung wurde bereits am 24. Dezember 1918 und das Regiment schließlich Ende März 1919 aufgelöst. Aus Teilen bildeten sich verschiedene Freiformationen. Die ehemalige 2. Batterie formierte sich zur Freiwilligen-Batterie Thelemann; aus der II. Abteilung entstand die Freiwilligen-Batterie Aschenbrandt und außerdem bildeten sich noch die 1., 2. und 3. Volkswehr-Batterie. Nach der Bildung der Vorläufigen Reichswehr gingen diese Einheiten im Reichswehr-Artillerie-Regiment 23 auf.
Die Tradition übernahm in der Reichswehr durch Erlass des Chefs der Heeresleitung General der Infanterie Hans von Seeckt vom 24. August 1921 die 1. Batterie des 7. (Bayerisches) Artillerie-Regiments in Würzburg. In der Wehrmacht wurde die Tradition durch die II. Abteilung des Artillerieregiments 93 fortgeführt.

## Regimentsinhaber
| Dienstgrad                      | Name              | Datum                                 |
| ------------------------------- | ----------------- | ------------------------------------- |
| Generalleutnant                 | Karl von Zoller   | 01. November 1839 bis 26. August 1849 |
| Generalleutnant                 | Ludwig von Lüder  | 24. November 1852 bis 6. März 1862    |
| Generalleutnant/Feldzeugmeister | Karl von Brodeßer | 05. Mai 1870 bis 2. Februar 1876      |
| General der Infanterie          | Karl von Horn     | 21. August 1884 bis Auflösung         |

## Kommandeure
Bis 1872 führten die Kommandeure die Bezeichnung Oberstkommandant.
| Dienstgrad                  | Name                      | Datum                                                             |
| --------------------------- | ------------------------- | ----------------------------------------------------------------- |
| Oberst                      | Ignaz Göschl              | 11. Oktober 1824 bis 8. Oktober 1825                              |
| Oberst                      | Karl von Caspers          | 09. Oktober 1825 bis 19. Januar 1840                              |
| Oberst                      | Franz von Hoffstellen     | 20. Januar 1840 bis 16. Mai 1842                                  |
| Oberst                      | Eduard von Weishaupt      | 25. Oktober 1842 bis 30. März 1848                                |
| Oberst                      | Baptist von Roppelt       | 31. März 1848 bis 24. Oktober 1849                                |
| Oberst                      | Joseph von Poellath       | 06. November 1849 bis 24. Juni 1854                               |
| Oberst                      | Xaver Hamel               | 25. Juni 1854 bis 27. April 1859                                  |
| Oberst                      | Gustav von Reibeld        | 09. Mai 1859 bis 12. April 1861                                   |
| Oberst                      | Maximilian von Steinsdorf | 22. Oktober 1861 bis 19. Mai 1866                                 |
| Oberst                      | Fedor Schultze            | 20. Mai 1866 bis 6. November 1867                                 |
| Oberst                      | Johann von Pillement      | 25. Dezember 1867 bis 12. November 1871                           |
| Oberst                      | August von Feilitzsch     | 13. November 1871 bis 19. März 1873                               |
| Oberst                      | Carl Brandt               | 01. Mai 1873 bis 10. April 1874                                   |
| Oberstleutnant/Oberst       | Karl Hollenbach           | 17. Juli 1874 bis 10. Februar 1877                                |
| Oberst                      | Ernst von Büller          | 02. April 1877 bis 30. September 1878                             |
| Oberst                      | Franz von Will            | 01. Dezember 1878 bis 30. Juli 1883                               |
| Oberst                      | Maximilian von Speck      | 12. September 1883 bis 25. Oktober 1886                           |
| Oberst                      | Joseph Mayr               | 26. Oktober 1886 bis 7. März 1889                                 |
| Oberst                      | Wilhelm Jamin             | 08. März 1889 bis 26. September 1889                              |
| Oberstleutnant/Oberst       | Emil von Stengel          | 30. Oktober 1889 bis 30. Juni 1895                                |
| Oberst                      | Maximilian Gerstner       | 31. Mai 1895 bis 19. April 1898                                   |
| Oberstleutnant/Oberst       | Friedrich Lobenhoffer     | 20. April 1898 bis 18. September 1900                             |
| Oberst                      | Kaspar Häusler            | 19. September 1900 bis 30. September 1901                         |
| Oberstleutnant/Oberst       | Moritz Vogl               | 01. Oktober 1901 bis 2. April 1903                                |
| Oberstleutnant/Oberst       | Franz von Guttenberg      | 03. April 1903 bis 18. April 1905                                 |
| Oberstleutnant/Oberst       | Eugen Schmid              | 19. April 1905 bis 19. November 1907                              |
| Major                       | Oskar Etzel               | 20. November 1907 bis 14. April 1908 (mit der Führung beauftragt) |
| Oberstleutnant/Oberst       | Oskar Etzel               | 15. April 1908 bis 23. Juli 1911                                  |
| Major/Oberstleutnant/Oberst | Wilhelm Langhäuser        | 24. Juli 1911 bis 3. November 1914                                |
| Major                       | Eugen Peringer            | 04. November bis 19. Dezember 1914 (mit der Führung beauftragt)   |
| Major                       | Friedrich von Oelhafen    | 20. Dezember 1914 bis 25. April 1915 (mit der Führung beauftragt) |
| Major                       | Friedrich Ris             | 26. April bis 28. Juni 1915 (mit der Führung beauftragt)          |
| Oberstleutnant              | Hugo Gramich              | 29. Juni bis 11. Dezember 1915 (mit der Führung beauftragt)       |
| Major                       | Friedrich Ris             | 12. Dezember 1915 bis 28. April 1916 (mit der Führung beauftragt) |
| Major                       | Friedrich von Luxburg     | 29. April 1916 bis 11. Mai 1918 (mit der Führung beauftragt)      |
| Oberstleutnant              | Ludwig Pöllmann           | 12. Mai 1918 bis 25. März 1919                                    |